# العيوق (نجم)
العَيُّوق في الفلك (بالإنجليزية: Capella أو α Aurigae) هو نظام نجوم شديد التألق في كوكبة ممسك الأعنة وهو من أشد نجوم كوكبة ممسك الأعنة سطوعا ونجده في قائمة أشد النجوم سطوعا. بينت الأرصاد الحديثة أن العيوق يتكوّن في حقيقة الأمر من زوج من النجوم الثنائية وهم : العيوق أ/أ والعيوق أ/ب والعيوق هـ/أ والعيوق هـ/ب.

## مقدمة

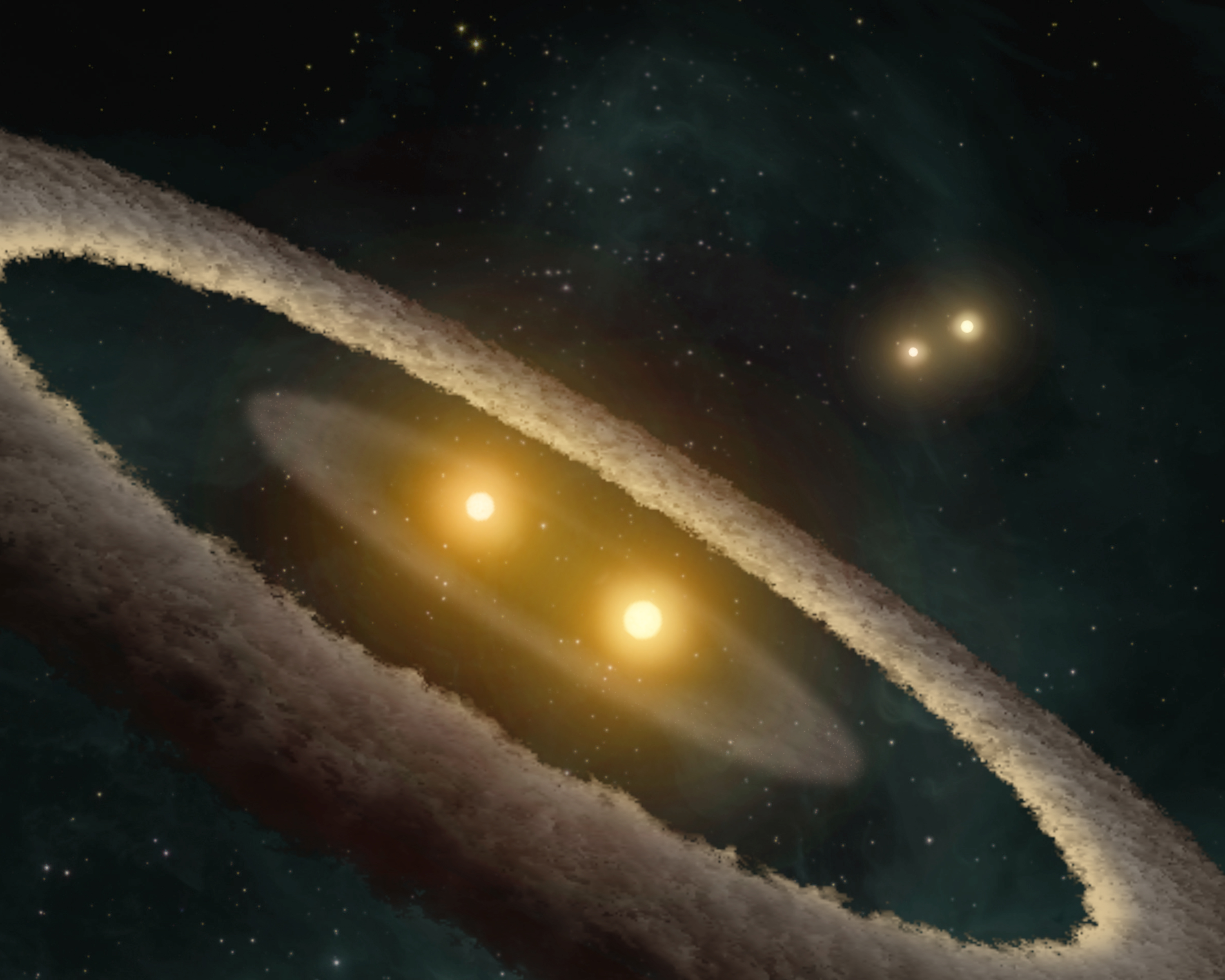
النجم HD 98800 هو نظام نجم رباعي يوجد في مجموعة نجوم TW Hydrae (يمكن أن يكون نظام نجوم العيوق مشابها له).

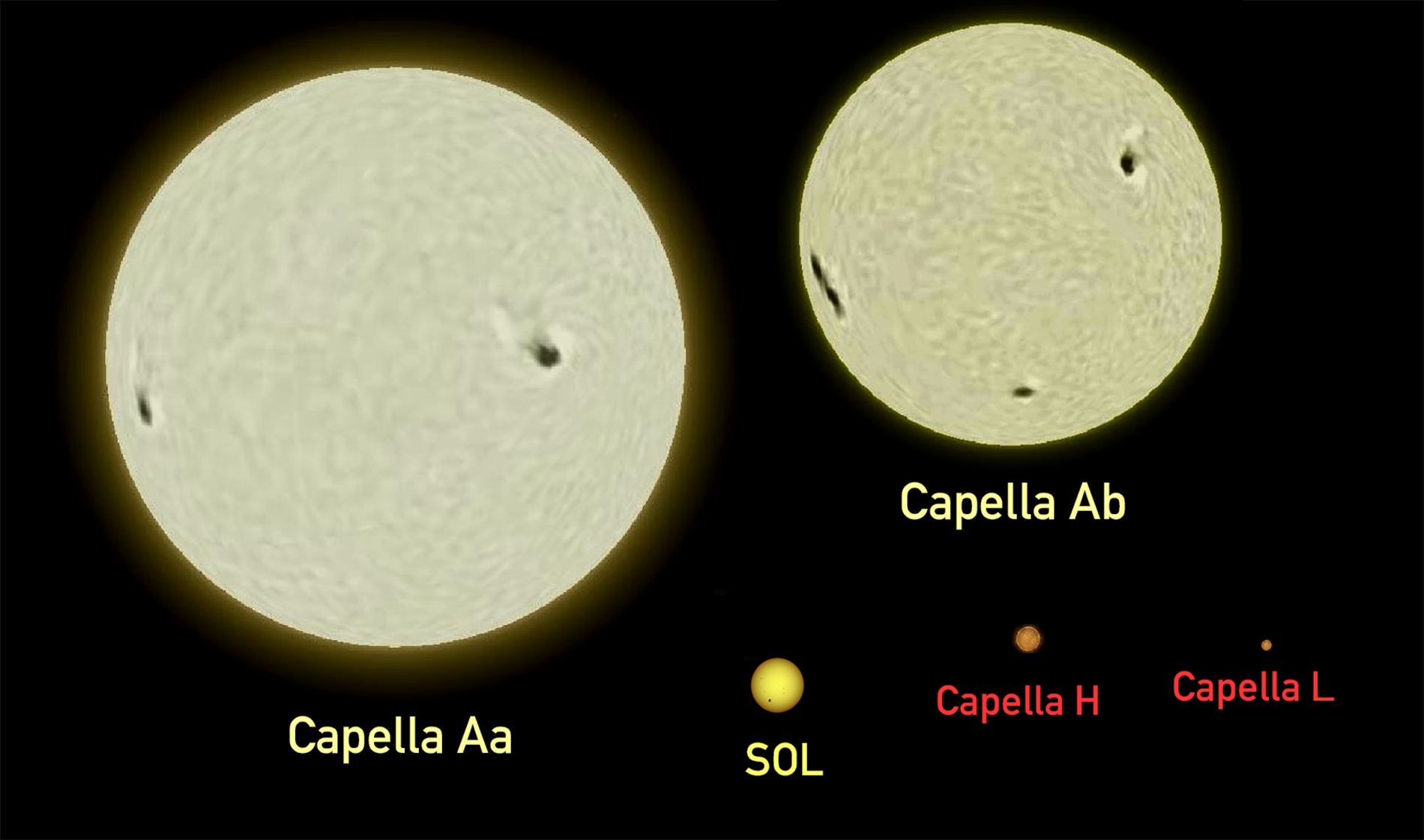
مقارنة بين أحجام نجوم نظام العيوق والشمس.

يبلغ تألق نجمي العيوق 1و0 قدر ظاهري وهو بذلك من أشد نجوم نصف الكرة الأرضية الشمالي تألقا بعد حارس السماء (نجم) والنسر الواقع . وهو عضو في مثلث الشتاء .
يتكون نظام العيوق من نجم ثنائي مزدوج وأعضائه العيوق أ/أ والعيوق أ/ب والعيوق هـ/أ والعيوق هـ/ب (في بعض الفهارس يسمى الأخيران أحيانا La وLb) . يلفت النظر طيف النجمان العيوق أ/أ والعيوق أ/ب اللذان يبعدان عن بعضهما 7و0 وحدة فلكية أي نحو 100 مليون كيلومتر ويدوران حول مركز ثقلهما خلال دورة مقدارها 104 يوم .
وتبلغ المسافة بين النجم الثنائي العيوق أ والعيوق هـ نحو 11.000 وحدة فلكية (أي نحو 1.600.000 مليون كيلومتر). ويصنف طيف العيوق أ/أ من فئة G5III أما العيوق أ/ب فهو من فئة طيفية G0III وهو يعتبر من نوع عملاق أصفر أما النجمان هـ/أ وهـ/ب ففئتهما الطيفية (M2V) و(M4v) على التوالي وهما من تصنيف قزم أحمر . يبعد هـ/أ عن هـ/ب نحو 48 وحدة فلكية ، وهما يدوران أيضا حول مركز ثقلهما .
يبعد نظام العيوق عنا نحو 42 سنة ضوئية ويعتبر النجمين الرئسيين في النظام من أقرب النجوم النجوم العملاقة إلينا.
(انظر أيضاً: قائمة أقرب النجوم إلينا)

## مصدر لأشعة إكس
أطلقت ناسا صاروخين (أيروبي-إتش آي) في 20 سبتمبر 1962 و15 مارس 1963 اكتشفا وتحققا من إصدار العيوق لأشعة إكس . نظام العيوق هو مصدر أشعة إكس. وكان إثبات تلك الحقيقة بواسطة البعثة الثانية التي بدأت في 15 مارس 1963.
وتابعت الإرصادات الفلكية التي تقيس الأشعة السينية في 5 أبريل 1974 رصد ألأشعة السينية القادمة من العيوق. 
وبين الرصد الفلكي الفضائي الذي تم في هذا التاريخ وصول أشعة إكس ذات طاقة بين 2و0 - 6و1 كيلو إلكترون فولت . 
بلغت شدة ضياء أشعة إكس Lx القيمة ~1024 وات وهي قيمة أعلى 10.000 مرة مما تشعه الشمس من الأشعة السينية.

## اقرأ أيضا
- رأس التوأم المؤخر
- عملاق أحمر
- قزم أبيض
- الانفجار العظيم
- خط زمني للانفجار العظيم
- ثقب أسود
- انفجار أشعة غاما 080319ب
- انفجار أشعة غاما 090423
- انفجار أشعة غاما 971214
- انفجار أشعة غاما 080916C
- انفجار أشعة غاما 060218
- مستعر أعظم II
- مستعر أعظم نوع Ia
- مستعر أعظم
- نجم كواركات
- نجم المليك
- حارس السماء (نجم)
- الشعرى الشامية